# Безумная Грета
«Безумная Грета» (западнофлам. Dulle Griet, в английском языке — «The Mad Mag», из-за чего иногда упоминается в отечественной литературе как «Бешеная Маргарита») — тяжёлая бомбарда XIV века, один из немногих сохранившихся экземпляров средневековых кованых орудий.

## История
Изготовлена в XIV веке (около 1382 года) в городе Гент на территории тогдашней Священной Римской империи. По другим источникам, создана в начале либо середине XV века, возможно, при Карле V.
Длина пушки составляет около 5 м, вес — около 16 тонн. Её ствол состоит из 32 железных полос, скреплённых 41 обручем.
В 1452 году использовалась при осаде Оденарде, была захвачена жителями города, в котором и находилась следующие 126 лет. Только в 1578 году гентцы вернули пушку себе и установили на одной из площадей города.
Имея калибр 660 мм, «Бешеная Маргарита» входит в число крупнейших в мире орудий, использующих каменные ядра.